# Rue des Salorges
La rue des Salorges est une voie de Nantes, en France.

## Situation et accès
Bitumée et ouverte à la circulation automobile, cette rue du quartier quartier Bellevue - Chantenay - Sainte-Anne relie le quai Ernest-Renaud à la rue Joseph-Blanchart, elle rencontre la rue du Roi-Baco.

## Origine du nom
La rue doit son nom à l'ancien magasin aux sels (ou « salorge ») de la gabelle.

## Historique
Des salorges sont construites sous l'Ancien régime dans le quartier du port de Nantes. Elles sont utilisées au XVIIe siècle par la Compagnie des Indes, qui y organise des ventes, et sont mentionnées sur un plan dressé en 1711. Elles appartiennent alors au « sieur de la Chapelle ». Un plan détaillé des Salorges, établi en 1778 par Pierre-Antoine Peccot, a été conservé.
La voie est tracée le long du côté ouest des bâtiments, vers 1790, mais elle n'est pas viabilisée aussitôt, et est impraticable en cas de mauvais temps,.
Les Salorges, une fois la gabelle abolie pendant la Révolution française, sont vendues comme bien national. Pierre-Frédéric Dobrée en fait l'acquisition le 22 germinal an V (11 avril 1797). Il les loue à la Chambre de commerce, qui achète les locaux à son petit-fils Thomas Dobrée en 1860. Elles servent alors de dépôt pour les douanes,.
En 1824, Pierre-Joseph Colin (1785-1848) fonde, au no 5 et 9 de la rue, la première usine en France de conserves de sardines à l'huile par appertisation utilisant des boîtes en fer blanc, une technique créée en Angleterre, appliquée par d'autres entreprises nantaises, et observée par son père Joseph Colin (1746-1815), qui choisissait là une amélioration de la technique mise au point par Nicolas Appert. La conserverie Amieux Frères achète l'usine Colin en 1923 pour en faire un musée de la conserverie et de la marine. Inauguré le 12 mai 1928, le « musée des Salorges » est offert à la ville le 10 août 1934.
En septembre 1943, les bombardements de Nantes par les Alliés frappent la rue, provoquant la ruine des Salorges et du musée. Les collections de ce dernier sont transférées au musée Dobrée, puis au château des ducs de Bretagne (où une collection existe toujours sous le nom de « musée des Salorges ») dans les années 1950, période au cours de laquelle des immeubles sont construits sur l'emplacement des bâtiments détruits dans la rue des Salorges.
Entre 1960 et 1962, la Chambre de Commerce édifie une nouvelle salorge, le hangar 11 qui relie à l'origine les entrepôts au quai Ernest Renaud par trois passerelles. Devenu propriété du Port autonome de Nantes Saint-Nazaire en 1966, le site est réhabilité, prend le nom de centre des Salorges et devient le siège de l'autorité portuaire et de la Chambre de Commerce le 8 décembre 1986.

## Bâtiments remarquables et lieux de mémoire

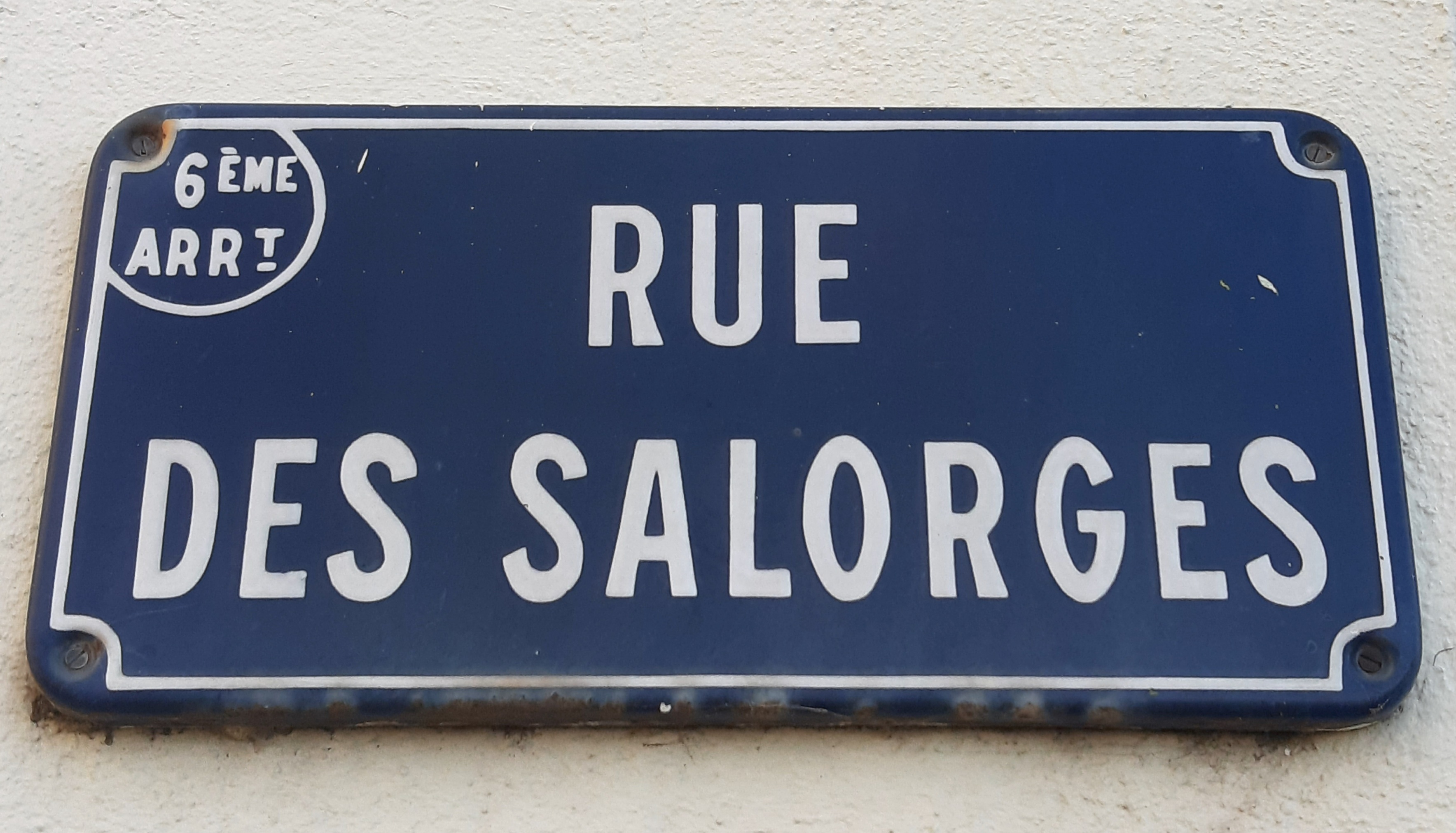
Panneau de rue
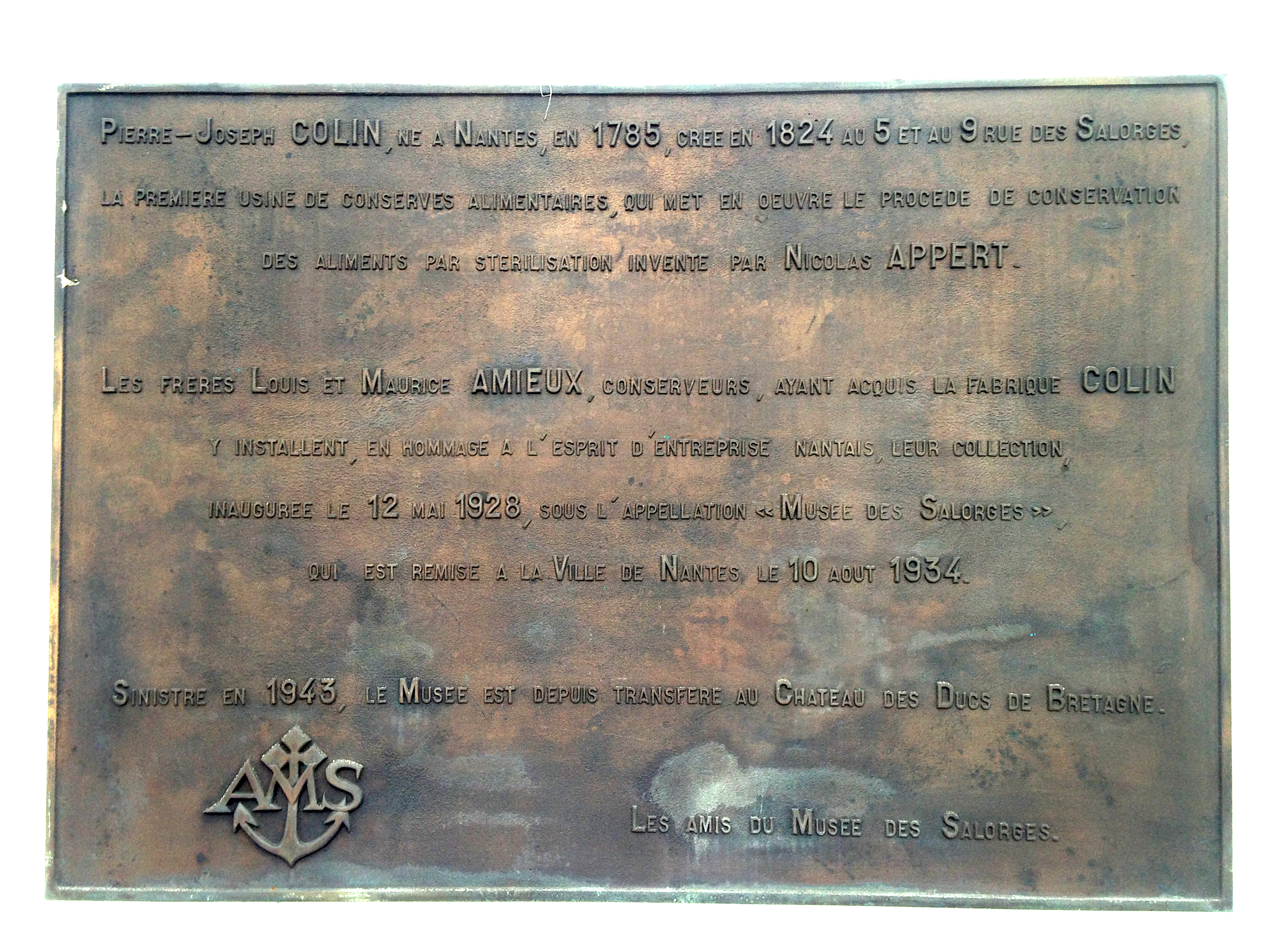
Plaque commémorative apposée sur le mur du centre des Salorges (Quai Ernest-Renaud)